# Халифе, Игнатий Абдо
Игнатий Абдо Халифе (10 мая 1914 года, Ливан — 7 июля 1998 год) — персональный архиепископ, первый епископ сиднейский Маронитской католической церкви с 25 июня 1973 года по 23 ноября 1990 год, член монашеского ордена иезуитов.

## Биография
24 августа 1943 года Игнатий Абдо Халифе был рукоположен в священника в монашеском ордене иезуитов.
20 марта 1970 года Римский папа Павел VI присвоил Игнатию Абдо Халифе персональный титул архиепископа и назначил его титиулярным архиепископом Апамеи Сирийской и вспомогательным архиепископом Антиохийского патриархата. 5 апреля 1970 года в состоялось рукоположение Игнатия Абдо Халифе в епископа, которое совершил маронитский патриарх Меуши, Булос БутросБулос Бутрос Меуши в сослужении с титулярным епископом Тарзия Маронитского Насруллой Бутросом Сфейром и архиепископом Алеппо Иосифом Саламе.
23 ноября 1990 года Игнатий Абдо Халифе подал в отставку. Скончался 7 июля 1998 года.